# Uncontrolled
『Uncontrolled』（アンコントロールド）は、安室奈美恵の10枚目のオリジナルアルバム。

## 解説
前作『PAST < FUTURE』から約2年半ぶりとなる、デビュー20周年第1弾のオリジナルアルバム。CD+DVD・CD・PLAYBUTTON（限定生産盤）・CD+Blu-rayの4形態でリリースされた。
DVDにはシングル7曲と新曲4曲のミュージック・ビデオを収録。
36thシングル「Break It/Get Myself Back」から39thシングル「Go Round/YEAH-OH」までの9曲（38thシングル「Sit! Stay! Wait! Down!/Love Story」のカップリング曲「Higher」、「arigatou <thank the world for LOVE... gift song for 2011>」は未収録）と新曲4曲の全13曲を収録。「Break It」はアルバムバージョンで収録。「Go Round」「YEAH-OH」は全編英語詞の楽曲としてそれぞれ「GO ROUND ('N ROUND 'N ROUND)」「SINGING "YEAH-OH"」のタイトルで収録されている。新曲「In The Spotlight (TOKYO)」「Hot Girls」「ONLY YOU」も全編英語詞である。全編英語詞の楽曲がアルバムに収録されるのは5thアルバム「break the rules」収録曲の「LOOKING FOR YOU」以来、約11年半ぶり。
次作より同傘下のプライベートレーベル・Dimension Pointへ移籍した為、本作がavex traxからリリースした最後の作品となった（シングルは『Big Boys Cry/Beautiful』）。

## リリースマーケティング、プロモーション
デビュー20周年を記念して、最新作を除き過去にavex traxから発売された全CDアルバムとライブ映像作品の全DVD・Blu-rayが期間限定スペシャルプライス盤として9月16日に再発売された。
11月24日にCD+Blu-rayが発売された。当初は12月18日に発売が予定されていたが、全国5大ドームツアー『namie amuro 5 Major Domes Tour 2012 〜20th Anniversary Best〜』初日である11月24日に変更された。CDには「Non-Stop Special Remix」が追加収録されている。
12月19日にPLAYBUTTON（ローソン限定ver.）が発売された。ローソン・HMVの店舗、オンライン限定発売。収録内容はCD+Blu-rayと同一である。
新宿・京都・大阪・福岡・名古屋・札幌の国内6地域と台湾・香港・シンガポールのアジア3ヶ国・地域でプロモーションが行われた。新宿駅前の新宿ステーションスクエアに本作のジャケット写真が描かれた巨大壁面ボードが出現した。ジャケット写真は縦8m×横5mのボードにライブペインティングという手法で2日間かけて描かれたものである。会場には10台を超える収録用のカメラが用意され、イベントの模様が後日YouTubeの公式チャンネルで公開された。なお、台湾は3年ぶり、香港は15年ぶり、シンガポールは今回が初の訪問となった。

## チャート成績
日本を含む台湾、香港、韓国、シンガポールのアジア5地域で前作の10thアルバム『PAST < FUTURE』以来、2作連続1位を獲得。日本人女性アーティストとしては史上初の快挙となった。
累計出荷枚数は62.4万枚。累計売上枚数は54.2万枚。

## 収録曲

### CD・PLAYBUTTON
1. In The Spotlight (TOKYO)
作詞・作曲：Henrik Nordenback, Christian Fast
編曲：(ノークレジット)
SUZUKI「ワゴンRスティングレー」CMソング
このアルバムのリード曲。
2. NAKED
作詞：VERBAL
作曲・編曲：SHINICHI OSAWA
コーラス・アレンジ：TIGER
37thシングル1曲目
コーセー「エスプリーク」CMソング
3. GO ROUND ('N ROUND 'N ROUND)
作詞：Liv NERVO, Mim NERVO
作曲：T-SK, TESUNG Kim, Liv NERVO, Mim NERVO
編曲：T-SK
39thシングル1曲目の全英詞(アルバム)バージョン
コーセー「エスプリーク」CMソング
4. Sit! Stay! Wait! Down!
作詞：michico
作曲：T.Kura & michico
編曲：(ノークレジット)
38thシングル1曲目
フジテレビ系ドラマ『私が恋愛できない理由』劇中歌
5. Hot Girls
作詞・作曲：Miriam Nervo, Olivia Nervo, Michael Dennis Smith, Stefanie Ridel
編曲：(ノークレジット)
コーセー「エスプリーク」CMソング
6. Break It ＜AL ver.＞
作詞・作曲・編曲：Nao'ymt
36thシングル1曲目のアルバムバージョン
日本コカ・コーラ「コカ・コーラ ゼロ」CMソング
7. Get Myself Back
作詞・作曲・編曲：Nao'ymt
36thシングル2曲目
レコチョクCMソング
8. Love Story
作詞：TIGER
作曲：T-SK, TESUNG Kim, Liv NERVO, Mim NERVO
編曲：(ノークレジット)
38thシングル2曲目
フジテレビ系ドラマ『私が恋愛できない理由』主題歌
NTTドコモ「dヒッツ」CMソング（「涙」篇、2013年起用）
コーセー「エスプリーク」CMソング（2014年起用）
9. Let's Go
作詞：TIGER, Liv NERVO, Mim NERVO
作曲：T-SK, TESUNG Kim, Liv NERVO, Mim NERVO
編曲：(ノークレジット)
10. SINGING "YEAH-OH"
作詞：Liv NERVO, Mim NERVO
作曲：T-SK, TESUNG Kim, Liv NERVO, Mim NERVO
編曲：T-SK
39thシングル2曲目の全英詞(アルバム)バージョン
11. Fight Together
作詞・作曲・編曲：Nao'ymt
37thシングル2曲目
フジテレビ系アニメ『ONE PIECE』14代目オープニングテーマ
12. ONLY YOU
作詞・作曲：Didrik Thott, Christian Fast, Peter Mansson, Sharon Vaughn
編曲：(ノークレジット)
WOWOW欧州サッカーテーマソング
WOWOW『MUSIC JOY★FULL』エンディングテーマ
このアルバムのリード曲。
13. Tempest
作詞・作曲・編曲：Nao'ymt
オーケストラ・アレンジ：Tatsuya Murayama
37thシングル3曲目
NHK BSプレミアム時代劇『テンペスト』主題歌
角川配給映画『テンペスト3D』主題歌

BONUS TRACK
- Hot Girls -SMIDI CLUB REMIX-
REMIX："SMIDI" Michael Smith
レコチョクアルバムダウンロード購入特典のみ収録
- Non-Stop Special Remix
DJ Mix：DJ Sakuma
  - SINGING "YEAH-OH" ＜NIGHTCRASHERS More Bass Please Remix＞
REMIX：NIGHTCRASHERS
  - - Let's Go ＜NERVO Remix＞
REMIX：NERVO
  - - GO ROUND ('N ROUND 'N ROUND) ＜UTA Remix＞
REMIX：UTA
  - - Hot Girls ＜Lucas Valentine (KOZM®) remix＞
REMIX：Lucas Valentine

CD+Blu-ray、PLAYBUTTON（ローソン限定ver.）のみ収録

### DVD・Blu-ray
(Music Video)
1. In The Spotlight (TOKYO)
ディレクター：久保茂昭
2. NAKED
ディレクター：関根光才
振付：AKO（OH GIRL!）
3. Go Round
ディレクター：久保茂昭
振付：TETSUHARU
4. Hot Girls
ディレクター：川村ケンスケ
振付：AKO（OH GIRL!）
5. Break It
ディレクター：久保茂昭
振付：TETSUHARU
6. Get Myself Back
ディレクター：久保茂昭
7. Love Story
ディレクター：川村ケンスケ
8. Let's Go
ディレクター：川村ケンスケ
9. YEAH-OH
ディレクター：竹久正記
振付：AKO（OH GIRL!）
10. ONLY YOU
ディレクター：Thomas Kloss
11. Tempest
ディレクター：関根光才

## 参加ミュージシャン
- 安室奈美恵：Vocal (全曲)

Additional Musician
- 大村真司：Guitar (#6)
- 石田まり：Piano (#13)
- 徳永友美：Strings (#13)
- 村田陽一：Trombone (#13)
- 奥村晃：Trombone (#13)
- 横山均：Trumpet (#13)
- 菅坂雅彦：Trumpet (#13)
- 山根公男：Clarinet (#13)
- 高桑英世：Flute (#13)
- 若松純子：Flute (#13)
- 朝川朋之：Harp (#13)
- 萩原顕彰：Horn (#13)
- 五十畑勉：Horn (#13)
- 川村正明：Oboe (#13)
- ナーヴォ：Backing Vocals (#5)

## 発売形態
| 形態       | 発売日         | 品番         | ジャケット  | 備考 |
| ---------- | -------------- | ------------ | ----------- | --- |
| CD+DVD     | 2012年6月27日  | AVCD-38522/B | ジャケットA | 全13曲。初回限定盤のみ特殊パッケージ仕様。先着購入特典B2ポスター（全3種類）。                                            |
| CD         | 2012年6月27日  | AVCD-38523   | ジャケットB | 全13曲。初回限定盤のみ特殊パッケージ仕様。先着購入特典B2ポスター（全3種類）。                                            |
| PLAYBUTTON | 2012年6月27日  | AQZD-50725   | ジャケットA | 全13曲。限定生産盤。先着購入特典B2ポスター（全3種類）。                                                                  |
| PLAYBUTTON | 2012年12月19日 | AQZ1-50851   | ジャケットC | 全14曲。限定生産盤。ローソン・HMV店舗、オンライン限定発売。ジャケット、本体ともに安室奈美恵×ローソンオリジナルデザイン。 |
| CD+Blu-ray | 2012年11月24日 | AVCD-38646A  | ジャケットB | 全14曲。初回限定盤のみスリーブ仕様。Blu-ray用ケース仕様。                                                                |